# 米納勒爾韋爾斯 (密西西比州)
米納勒爾韋爾斯（英語：Mineral Wells）是位於美國密西西比州德索托縣的非建制地區。

## 歷史
米納勒爾韋爾斯的郵局於1910年設立，其後於1994年停運。

## 地理
米納勒爾韋爾斯所處的海拔為高於海平面102米（即335英呎），而該地所採用的時區為UTC-6，即北美中部時區（CST）。同時該地設有夏令時間，為UTC-6調快一小時，即UTC-5（CDT）。